# Modal jazz
Modal jazz je hudební styl, který vznikl ve druhé polovině 50. let. Vznik tohoto stylu byl podnícen knihou Lydian Chromatic Concept  of  Tonal Organisation, kterou napsal klavírista George Russell. Modal jazz vznikl jako reakce na bebop, ve kterém je podle některých[kdo?] muzikantů příliš změn akordů, což prý také mělo negativní vliv na kreativitu interpreta. Russelova kniha nabádala k cvičením založených na akordové improvizaci. Radil opustit tradiční hraní v mollových a durových tóninách a soustředit se spíše na různé mody a jejich vzájemné řazení za sebou. Toto východisko se stalo klíčovým v tomto novém směru.
Průkopníkem tohoto stylu je trumpetista Miles Davis, jeho první skladba založená na principu modal jazzu je titulní skladba alba Milestones (1958), další a velice převratné album nejen pro tento styl, ale pro jazz vůbec, je Kind of Blue (1959). Na tomto albu hrají kromě Milese Davise například Bill Evans, John Coltrane nebo Cannonball Adderley.